# Antonio Ceballos Atienza
Antonio Ceballos Atienza (Alcalá la Real, 31 luglio 1935 – Jaén, 21 settembre 2022) è stato un vescovo cattolico spagnolo.

## Biografia
Antonio Ceballos Atienza nacque ad Alcalá la Real il 31 luglio 1935.

### Formazione e ministero sacerdotale
Studiò discipline umanistiche nel seminario minore di Jaén e compì gli studi ecclesiastici nel seminario maggiore della stessa città. Successivamente conseguì il dottorato presso la Facoltà di teologia di Granada.
Il 29 giugno 1962 fu ordinato presbitero per la diocesi di Jaén. In seguito fu vicario cooperatore a Jódar dal 1962; professore dei seminari minore e maggiore; direttore spirituale del seminario maggiore della diocesi di Jaén a Granada; delegato per il clero dal 1967; rettore del seminario maggiore di Jaén e professore di teologia dal 1972; parroco della parrocchia di San Bartolomeo a Jaén dal 1972; delegato per il clero e le vocazioni dal 1977; direttore dei corsi estivi per la regione andalusa dal 1980; canonico del capitolo della cattedrale dell'Assunzione a Jaén dal 1982 e direttore del segretariato della commissione episcopale per il clero della Conferenza episcopale spagnola dal 1985.

### Ministero episcopale
Il 7 gennaio 1988 papa Giovanni Paolo II lo nominò vescovo di Ciudad Rodrigo. Ricevette l'ordinazione episcopale il 25 marzo successivo nella cattedrale di Ciudad Rodrigo dall'arcivescovo Mario Tagliaferri, nunzio apostolico in Spagna, co-consacranti i cardinali Marcelo González Martín, arcivescovo metropolita di Toledo, e Ángel Suquía Goicoechea, arcivescovo metropolita di Madrid. Durante la stessa celebrazione prese possesso della diocesi.
Nel 1991 visitò buona parte dei seminari maggiori spagnoli come visitatore apostolico delegato dalla Santa Sede.
Il 10 dicembre 1993 lo stesso papa Giovanni Paolo II lo nominò vescovo di Cadice e Ceuta. Prese possesso della diocesi il 29 gennaio successivo.
Il 30 agosto 2011 papa Benedetto XVI accettò la sua rinuncia al governo pastorale della diocesi per raggiunti limiti di età. Continuò a reggere la diocesi come amministratore apostolico fino all'ingresso in diocesi del suo successore, il 22 ottobre successivo. In seguito prese residenza nella Casa "San Giuseppe" delle Piccole sorelle dei poveri a Jaén.
In seno alla Conferenza episcopale spagnola fu membro della commissione per il clero dal 1987 al 2017 e della commissione per i seminari e le università dal 1990 al 1996.
Morì nella Casa "San Giuseppe" di Jaén alle 18:30 del 21 settembre 2022 all'età di 87 anni per le conseguenze di ictus che lo aveva colpito il giorno prima. Il giorno successivo monsignor Sebastián Chico Martínez, vescovo di Jaén presiedette una messa in suffragio nella cattedrale dell'Assunzione di Maria Vergine a Jaén. Le esequie si tennero il 23 settembre alle ore 12 nella cattedrale di Santa Croce sul Mare a Cadice e furono presiedute da monsignor Rafael Zornoza Boy, suo successore. Al termine del rito la salma venne tumulata nella cripta dello stesso edificio. La diocesi di Ciudad Rodrigo lo ricordò con una messa in suffragio tenutasi il 27 settembre alle ore 11 nella cattedrale di Santa Maria a Ciudad Rodrigo dal vescovo José Luis Retana Gozalo.

## Opere
- La argumentación teológica-bíblica en la "Biblia Parva" de San Pedro Pascual, in Estudios Bíblicos vol. 42 (1984) Madrid.

## Genealogia episcopale
La genealogia episcopale è:
- Cardinale Scipione Rebiba
- Cardinale Giulio Antonio Santori
- Cardinale Girolamo Bernerio, O.P.
- Arcivescovo Galeazzo Sanvitale
- Cardinale Ludovico Ludovisi
- Cardinale Luigi Caetani
- Cardinale Ulderico Carpegna
- Cardinale Paluzzo Paluzzi Altieri degli Albertoni
- Papa Benedetto XIII
- Papa Benedetto XIV
- Papa Clemente XIII
- Cardinale Giovanni Francesco Albani
- Cardinale Carlo Rezzonico
- Cardinale Antonio Dugnani
- Arcivescovo Jean-Charles de Coucy
- Cardinale Gustave-Maximilien-Juste de Croÿ-Solre
- Vescovo Charles-Auguste-Marie-Joseph Forbin-Janson
- Cardinale François-Auguste-Ferdinand Donnet
- Vescovo Charles-Emile Freppel
- Cardinale Louis-Henri-Joseph Luçon
- Cardinale Charles-Henri-Joseph Binet
- Cardinale Maurice Feltin
- Cardinale Jean-Marie Villot
- Arcivescovo Mario Tagliaferri
- Vescovo Antonio Ceballos Atienza